# Parastrangalis tristicula
Parastrangalis tristicula là một loài bọ cánh cứng trong họ Cerambycidae.